# Slaget ved Yellow Tavern
Slaget ved Yellow Tavern blev udkæmpet den 11. maj 1864 som led i Overland kampagnen i den amerikanske borgerkrig. Et sammenstød mellem Unionen og Konfødereationens kavaleri, som bedst huskes fordi den legendariske konfødererede kavalerikommandør generalmajor J.E.B. Stuart blev dødeligt såret.

## Baggrund
Overland kampagnen var generalløjtnant Ulysses S. Grant's offensiv i 1864 mod General Robert E. Lee's Army of Northern Virginia. De to havde udkæmpet et uafgjort slag i Slaget ved the Wilderness og var i heftig kamp i Slaget ved Spotsylvania Court House. Indtil da havde Unionens kavaleri kommandør Philip Sheridan været utilfreds med sin rolle i kampagnen. Hans kavaleri var tildelt Army of the Potomac, under generalmajor George G. Meade, som havde rapport til Grant. Meade havde fortrinsvis anvendt Sheridans styrker i den traditionelle rolle til at afskærme og recognoscere, mens Sheridan kunne se værdien af at bruge kavaleriet som en selvstændig styrke som gennemførte lange raids i fjendens bagland. Den 8. maj gik Sheridan over hovedet på Meade og fortalte Grant, at hvis hans kavaleri blev sluppet løs kunne han besejre J.E.B. Stuart, som længe havde været en plage for Unionshæren. Grant var interesseret og overbeviste Meade om værdien af Sheridans forslag.
Den 9. maj blev den stærkeste kavaleristyrke, som nogensinde blev set i det østlige operationsområde – over 10.000 tropper med 32 kanoner – set ride mod sydøst for at komme bag Lees hær. De havde tre mål: For det første at afbryde Lees forsyningslinier ved at ødelægge jernbanespor og forsyninger. For det andet at true den konfødererede hovedstad Richmond, hvilket ville distrahere Lee og for det tredje og mest vigtigt: at besejre Stuart.
Unionens kavaleri kolonne, som til sider strakte sig over 20 km nåede den fremskudte konfødererede forsyningsbase ved Beaver Dam Station den aften. De konfødererede tropper havde nået at ødelægge mange af de kritiske militære forsyninger inden Unionstropperne nåede frem, så Sheridans mænd ødelagde adskillige jernbanevogne og seks lokomotiver fra Virginia Central Railroad, ødelagde telegraftråde og reddede næsten 400 Unionssoldater som var blevet taget til fange i slaget ved the Wilderness. 

## Slaget
Stuart manøvrerede sine 4.500 tropper ind så de lå mellem Sheridan og Richmond. De to styrker mødtes ved middag den 11. maj ved Yellow Tavern, en forladt kro 10 km nord for Richmond. Unionstropperne var ikke blot i overtal, de havde en overlegen ildkraft, idet de alle var udstyret med hurtigt skydende Spencer karabiner. De konfødererede ydede hårdnakket modstand fra den lave kam ved siden af vejen mod Richmond i ver tre timer. Et modangreb fra 1. Virginia Cavalry pressede de fremrykkende Unionstropper tilbage fra bakken mens Stuart til hest råbte opmuntringer. Da 5. Michigan Cavalry strømmede tilbage forbi Stuart drejede en unionssoldat til fods, den 48 årige menig John A. Huff, som var en tidligere skarpskytte, sig rundt og skød Stuart med sin .44-caliber pistol, fra en afstand af 10-30 meter. Stuart døde i Richmond den følgende dag.
Kampen fortsatte en times tid, efter at Stuart var blevet såret. Generalmajor Fitzhugh Lee overtog midlertidigt kommandoen. Sheridan trak sine mænd bort og fortsatte mod syd i retning af Richmond. Selv om han var fristet til at bryde igennem det beskedne forsvar nord for byen, fortsatte Sheridan sydpå over Chickahominyfloden for at slutte sig til generalmajor Benjamin F. Butlers styrke ved James River.

## Efterspil
Sheridan's raid havde været en fuldstændig succes. De led tab på 625 men tog 300 konfødererede til fange og befriede næsten 400 Unionsfanger. Deres mest betydningsfulde sejr var imidlertid at de dræbte Stuart hvilket fratog Lee sin mest erfarne kavalerileder.